# Blair Tuke
Blair Tuke (n. 25 iulie 1989, Kawakawa⁠(d), Northland, Noua Zeelandă) este un iahtman ce a reprezentat Noua Zeelandă, medaliat olimpic. A participat la 3 ediții ale Jocurilor Olimpice (2012, 2016, 2020) în care a câștigat o medalie de aur și o medalie de argint.